# Västernärkes domsaga
Västernärkes domsaga var en domsaga i Örebro län. Den bildades 1810 av Södra Närkes domsaga. Domsagan upplöstes 1971 i samband med tingsrättsreformen i Sverige, då den överfördes till Örebro tingsrätt och Hallsbergs tingsrätt.
Domsagan lydde under Svea hovrätt.

## Härader
- Edsbergs härad
- Hardemo härad
- Grimstens härad
- Sundbo härad
- Kumla härad
- Karlskoga bergslags härad 1830-1854

## Tingslag

### Från 1810
- Edsbergs tingslag
- Grimstens tingslag
- Kumla tingslag
- Sundbo tingslag
- Hardemo tingslag
- Karlskoga tingslag från 1810 till  1854

### Från 1906
- Edsbergs tingslag
- Kumla, Grimstens och Hardemo tingslag
- Sundbo tingslag

### Från 1928
- Hallsbergs tingslag
- Edsbergs tingslag

### Från 1948
- Västernärkes domsagas tingslag

## Häradshövdingar
- 1830–1857 Olof Philip Oxehufvud
- 1857–1875 Johan David Helleday
- 1875–1886 Adolf Fredrik Gustaf Ludvig Wetterström
- 1887–1914 Ernst Wilhelm Geijer
- 1914–1932 Hugo Alexander Henning Hamilton
- 1933–1953 Gunnar Olof Ramstedt
- 1954–1970 Ingemar Lilja